# Burgwerben
Burgwerben là một đô thị thuộc huyện Burgenland, bang Sachsen-Anhalt, Đức. Đô thị Burgwerben có diện tích 4,42 km², dân số thời điểm ngày 31 tháng 12 năm 2006 là 1070 người.